# 4678 Ninian
4678 Ninian eller 1990 SS4 är en asteroid i huvudbältet som upptäcktes den 24 september 1990 av den australiensiske astronomen Robert H. McNaught vid Siding Spring-observatoriet. Den är uppkallad efter upptäckarens far, Ninian T. McNaught.
Asteroiden har en diameter på ungefär 5 kilometer.